# Голдберг варијације
Голдберг варијације (BWV 988), је збирка од 30 варијација за чембало које је компоновао Јохан Себастијан Бах. Први пут се појавила 1741. као четврта свеска Вежби за клавијатуре (Clavier Übung). Ово дело се сматра за један од најбољих примера музичког жанра варијација. Име су добиле по Јохану Готлибу Голдбергу, њиховом првом издавачу. 